# Elisabetta d'Inghilterra (contessa)
Elisabetta Plantageneta o Elisabetta di Rhuddlan (castello di Rhuddlan, agosto 1282 – Quendon, 5 maggio 1316) principessa d'Inghilterra che fu contessa consorte d'Olanda e Zelanda, dal 1297 al 1299, poi contessa consorte di Hereford ed Essex, dal 1302 alla sua morte.

## Origine
Secondo il Florentii Wigornensis Monachi Chronicon, Continuatio, vol. II, Elisabetta era la tredicesima figlia del re d'Inghilterra e duca d'Aquitania, Edoardo I e di Eleonora di Castiglia (1241-1290), che sia secondo gli annales londonienses, che secondo il cronista e monaco benedettino inglese, Matteo di Parigi, quando, nel 1254, sposò Edoardo I. la citano come sorellastra del re di Castiglia e León: Alfonso X il Saggio, per cui era la figlia del re di Castiglia e León, Ferdinando III il Santo e della sua seconda moglie, Giovanna di Dammartin, come ci conferma il Roderici Toletani Archiepiscopi De Rebus Hispaniæ.
Edoardo I d'Inghilterra, secondo gli Annales de Theokesberia, era il figlio del re d'Inghilterra e duca d'Aquitania, Enrico III, e di Eleonora di Provenza.

## Biografia
I continuatori del Florentii Wigornensis Monachi Chronicon menzionano la nascita di Elisabetta (filiam…Elizabetham), figlia della regina Eleonora (Alienora regina Angliæ), al castello di Rhuddlan (apud Rothelan), nel 1282.
Suo padre, Edoardo I, cercava un'alleanza con il Conte d'Olanda, Fiorenzo V, e, dopo un primo accordo di matrimonio, datato 5 luglio 1281, che viene riportato nel documento nº 1967 dell'Oorkondenboek Holland, che riguardava il fidanzamento della figlia di Fiorenzo V, Margherita, ancora bambina, col figlio di Edoardo I, Alfonso, conte di Chester, (Bayonne 24 novembre 1273-Windsor 19 agosto 1284), nel 1285, dopo la morte di Alfonso, ci fu un secondo accordo di matrimonio che riguardava Elisabetta, di circa tre anni, con il figlio di Fiorenzo, Giovanni, di pochi mesi, come ci conferma il capitolo 74e della Chronologia Johannes de Beke.
Qualche anno dopo, Edoardo I decise di spostare il commercio della lana inglese da Dordrecht, in Olanda, a Mechelen nel Ducato di Brabante (il duca Giovanni I divenne un buon alleato di Edoardo I) per ottenere l'appoggio delle Fiandre nella guerra contro la Francia, che riuscì ad ottenere. Chiaramente contrariato Fiorenzo V ruppe l'alleanza con Edoardo, anche se Edoardo aveva suo figlio Giovanni in ostaggio, e, nel 1296, il sovrano inglese cospirò con Guido di Dampierre perché facesse rapire il proprio genero, Fiorenzo V e che ebbe come conseguenza l'uccisione di Fiorenzo; questi avvenimenti sono narrati ampiamente nel capitolo 75c della Chronologia Johannes de Beke.
Alla morte di Fiorenzo V Giovanni, che da tempo si trovava in Inghilterra, presso la corte inglese, per la sua educazione, succedette al padre come Giovanni I, e il 18 gennaio 1297 fu celebrato il matrimonio tra Elisabetta e Giovanni I, che, secondo il capitolo nº 74e della Chronologia Johannes de Beke era l'unico figlio maschio sopravvissuto ai genitori del diciassettesimo (secondo il capitolo nº 73a della Chronologia Johannes de Beke , fu il quindicesimo) Conte d'Olanda e di Zelanda, Fiorenzo V e di Beatrice di Dampierre (1260 - 23 luglio 1296), che secondo la Iohannis de Thielrode Genealogia Comitum Flandriæ era la figlia femmina secondogenita del conte di Fiandra, Guido di Dampierre e di Matilda di Béthune, che ancora secondo la Iohannis de Thielrode Genealogia Comitum Flandriæ era figlia di Roberto VII, signore di Béthune e della moglie Elisabetta di Morialmes.
Dopo l'assassinio di Fiorenzo V il sovrano inglese aveva chiamato presso di sé diversi nobili olandesi con simpatie britanniche, come ci viene confermato nel capitolo 77a della Chronologia Johannes de Beke e subito dopo le nozze, celebrate a Ipswich, fu permesso a Giovanni di tornare in patria (Elisabetta non raggiunse subito il giovane marito, ella infatti si recò in Olanda solo nel 1298 circa un anno dopo le nozze).
Nel 1299. il marito di Elisabetta, Giovanni I, ormai quindicenne, cominciò a governare le sue contee, ma, ancora secondo il capitolo 77b della Chronologia Johannes de Beke, il 10 novembre (iii kalendasl novembris) 1299 (anno Domini m cc xcix°), ad Haarlem (apud Harlem), Giovanni (Iohannes domicellus) morì (requievit in Domino), secondo le cronache, di dissenteria. Giovanni I, sempre secondo il capitolo 77b della Chronologia Johannes de Beke, fu sepolto nell'Abbazia di Rijnsburg. Secondo alcune voci, la morte di Giovanni I era dovuta ad avvelenamento, ordito dal cugino, Giovanni I di Hainaut.
Il giovane conte era morto senza eredi e nessuno dei suoi fratelli era ancora vivente.
Il contado d'Olanda, come ci conferma il capitolo 78a della Chronologia Johannes de Beke, passò agli Avesnes, i Conti di Hainaut, nella persona di Giovanni I di Hainaut figlio di una prozia di Giovanni, Adelaide d'Olanda (1230 circa-9 aprile 1284 circa), che era stata reggente della contea, per conto del padre di Giovanni I, Fiorenzo V, tra il 1258 e il 1263.
Elisabetta, rimasta vedova di Giovanni I, fece ritorno in Inghilterra e, dopo essere tornata in Inghilterra, circa tre anni dopo, sia secondo il capitolo nº 74 della Chronologia Johannes de Beke, che, secondo gli Annales Londonienses, il 14 novembre 1302, si risposò, in seconde nozze, con il conestabile d'Inghilterra e 4º conte di Hereford ed Essex, Humphrey de Bohun, IV conte di Hereford (1276-1322), figlio dil 3º conte di Hereford ed Essex, Humphrey de Bohun, III conte di Hereford, e di Maud de Fiennes.
Nel 1315, sia secondo il Dugdale Monasticon IV che il Dugdale Monasticon IV, Elisabetta era incinta del decimo figlio; quest'ultima gravidanza le fu fatale: infatti morì il 5 maggio 1316, nella contea di Essex, a Quendon, vicino a Saffron Walden dove il suo corpo fu inumato, nell'abbazia della città assieme alla figlia che non era sopravvissuta..

## Discendenza
Elisabetta a Giovanni non diede figli.
Elisabetta a Umfredo diede dieci figli:
- Margherita (1303-morta giovane), come risulta dai documenti dell'abbazia di Saffron Walden, dove risulta sepolta accanto alla madre ed è definita primogenita
- Umfredo (1304-settembre 1304), come risulta dai documenti dell'abbazia di Saffron Walden, dove risulta sepolto accanto alla madre ed è definito primogenito (maschio)
- Giovanni (Clement's, Oxford 23 novembre 1306-Kirkby Thore, vicino a Westmoreland 20 gennaio 1336), che, nel 1322, successe al padre come conestabile ed ereditò le contee di Hereford ed Essex. Nel 1330, dato che era malato, la carica di conestabile passò al fratello, Edoardo. Pur avendo contratto due matrimoni (nel 1325 data in cui risulta la dispensa papale, con Alice FitzAlan, figlia di Edmund FitzAlan, IX conte di Arundel, 9º conte di Arundel e di Alice di Warenne e, nel 1331 circa, con Margherita Basset (?-dopo il 1347), figlia di Lord Rodolfo Basset e di Giovanna de Grey), Giovanni morì senza discendenza.
- Umfredo (Longmaban, Scozia 1309-Pleshey 15 ottobre 1361), che, nel 1336, alla morte del fratello Giovanni, senza eredi, gli subentrò nelle contee di Hereford ed Essex. Nel 1338, riuscì a garantire il titolo di conestabile, nel 1330, al fratello, Guglielmo, per ottenerlo lui stesso alla morte di quest'ultimo, nel 1360. Non contrasse matrimonio.
- Edoardo (Caldecott, Rutland 1312-castello di Low Malden, Scozia 10 novembre 1334), gemello di Guglielmo, che ricevette il titolo di conestabile, nel 1330, al posto del fratello, Giovanni, che era malato. Si sposò, con Margherita de Ros, figlia di Lord Guglielmo de Ros e di Matilda des Vaux. Edoardo morì annegato in Scozia, nel tentativo di trarre in salvo un suo seguace.
- Guglielmo (Caldecott, Rutland 1312-16 settembre 1360), gemello di Edoardo, che, nel 1336, alla morte del fratello Giovanni, il re d'Inghilterra, Edoardo III, lo investì della contea di Northampton e che, nel 1338, per interessamento del fratello Umfredo, divenne conestabile d'Inghilterra. Guglielmo sposò la vedova di Lord Edmondo Mortimer, Elizabeth de Badlesmere, figlia di Lord Bartolomeo de Badlesmere, che gli diede due figli[22]:
  - Umfredo (25 marzo 1342-16 gennaio 1373), che, nel 1360, successe al padre come conte di Northampton, e, nel 1361, successe allo zio Umfredo come conte di Hereford ed Essex e conestabile d'Inghilterra. Verso la fine del 1359, sposò Giovanna FitzAlan (1347-1419), figlia di Richard FitzAlan, X conte di Arundel, 10º conte di Arundel e di Eleonora di Lancaster. Umfredo da Giovanna ebbe due figlie:
    - Eleonora (1366-Convento delle Monache clarisse, Aldgate, Londra 3 ottobre 1399), che, nel febbraio 1376, sposò Tommaso, figlio del re d'Inghilterra, Edoardo III e di Filippa di Hainaut, che ereditò il titolo di conte di Essex
    - Maria (1369- castello di Peterborough 4 giugno 1394), che, nel 1381, sposò il conte di Derby, Enrico di Bolingbroke, figlio di Giovanni Plantageneto, I duca di Lancaster (figlio del re d'Inghilterra, Edoardo III e di Filippa di Hainaut) e della moglie, Bianca di Lancaster, che ereditò i titoli di conte di Hereford e di Northampton e nel 1399 divenne re d'Inghilterra

  - Elisabetta (?-3 aprile 1385), che, nel 1359, sposò Riccardo FitzAlan, figlio di Richard FitzAlan, X conte di Arundel, 10º conte di Arundel e di Eleonora di Lancaster, che, nel 1376, successe al padre come conte 11º conte di Arundel,
- Eleonora (?-7 ottobre 1363), che, nel 1327, sposò, in prime nozze, Giacomo Butler (1305-1338), figlio di Edmondo Butler (Le Botiller) e di Giovanna FitzGerald di Kildare, e, nel 1344, in seconde nozze, Tommaso di Dagworth (1292-1350), che divenne, nel 1347, Lord Dagworth
- Margherita (?-16 dicembre 1391), che, nel 1325, sposò, il 10º conte di Devon, Ugo di Courtenay (1303-1377), figlio del 9º conte di Devon, Hugh de Courtenay, I conte di Devon e Agnese di St John, che nel 1337, divenne Lord Courtenay
- Enea (circa 1315-Kimbolton 29 settembre 1331)
- Isabella (Quendon 5 maggio 1316-deceduta poco dopo la nascita)

## Ascendenza
|                             |                    |                                    | Genitori                  |  |  | Nonni |  |  | Bisnonni               |  |  | Trisnonni               |  |
|                             |                    |                                    |                           |  |  |       |  |  | Giovanni d'Inghilterra |  |  | Enrico II d'Inghilterra |  |
|                             |                    |                                    |                           |  |  |       |  |  | Giovanni d'Inghilterra |  |  | Enrico II d'Inghilterra |  |
|                             |                    | Eleonora d'Aquitania               |                           |  |  |       |  |  | Giovanni d'Inghilterra |  |  |                         |  |
| Enrico III d'Inghilterra    |                    |                                    |                           |  |  |       |  |  | Giovanni d'Inghilterra |  |  |                         |  |
|                             |                    | Isabella d'Angoulême               | Ademaro III d'Angoulême   |  |  |       |  |  |                        |  |  |                         |  |
|                             |                    | Isabella d'Angoulême               | Ademaro III d'Angoulême   |  |  |       |  |  |                        |  |  |                         |  |
|                             |                    | Isabella d'Angoulême               | Alice di Courtenay        |  |  |       |  |  |                        |  |  |                         |  |
| Edoardo I d'Inghilterra     |                    | Isabella d'Angoulême               |                           |  |  |       |  |  |                        |  |  |                         |  |
|                             |                    | Raimondo Berengario IV di Provenza | Alfonso II di Provenza    |  |  |       |  |  |                        |  |  |                         |  |
|                             |                    | Raimondo Berengario IV di Provenza | Alfonso II di Provenza    |  |  |       |  |  |                        |  |  |                         |  |
|                             |                    | Raimondo Berengario IV di Provenza | Garsenda di Provenza      |  |  |       |  |  |                        |  |  |                         |  |
| Eleonora di Provenza        |                    | Raimondo Berengario IV di Provenza |                           |  |  |       |  |  |                        |  |  |                         |  |
|                             |                    | Beatrice di Savoia                 | Tommaso I di Savoia       |  |  |       |  |  |                        |  |  |                         |  |
|                             |                    | Beatrice di Savoia                 | Tommaso I di Savoia       |  |  |       |  |  |                        |  |  |                         |  |
|                             |                    | Beatrice di Savoia                 | Margherita di Ginevra     |  |  |       |  |  |                        |  |  |                         |  |
| Elisabetta d'Inghilterra    |                    | Beatrice di Savoia                 |                           |  |  |       |  |  |                        |  |  |                         |  |
|                             | Alfonso IX di León | Ferdinando II di León              |                           |  |  |       |  |  |                        |  |  |                         |  |
|                             | Alfonso IX di León | Ferdinando II di León              |                           |  |  |       |  |  |                        |  |  |                         |  |
|                             | Alfonso IX di León | Urraca del Portogallo              |                           |  |  |       |  |  |                        |  |  |                         |  |
| Ferdinando III di Castiglia | Alfonso IX di León |                                    |                           |  |  |       |  |  |                        |  |  |                         |  |
|                             |                    | Berenguela di Castiglia            | Alfonso VIII di Castiglia |  |  |       |  |  |                        |  |  |                         |  |
|                             |                    | Berenguela di Castiglia            | Alfonso VIII di Castiglia |  |  |       |  |  |                        |  |  |                         |  |
|                             |                    | Berenguela di Castiglia            | Eleonora d'Inghilterra    |  |  |       |  |  |                        |  |  |                         |  |
| Eleonora di Castiglia       |                    | Berenguela di Castiglia            |                           |  |  |       |  |  |                        |  |  |                         |  |
|                             |                    | Simone di Dammartin                | Alberico II di Dammartin  |  |  |       |  |  |                        |  |  |                         |  |
|                             |                    | Simone di Dammartin                | Alberico II di Dammartin  |  |  |       |  |  |                        |  |  |                         |  |
|                             |                    | Simone di Dammartin                | Matilde di Clermont       |  |  |       |  |  |                        |  |  |                         |  |
| Giovanna di Dammartin       |                    | Simone di Dammartin                |                           |  |  |       |  |  |                        |  |  |                         |  |
|                             |                    | Maria di Ponthieu                  | Guglielmo II di Ponthieu  |  |  |       |  |  |                        |  |  |                         |  |
|                             |                    | Maria di Ponthieu                  | Guglielmo II di Ponthieu  |  |  |       |  |  |                        |  |  |                         |  |
|                             |                    | Maria di Ponthieu                  | Adele di Francia          |  |  |       |  |  |                        |  |  |                         |  |
|                             |                    | Maria di Ponthieu                  |                           |  |  |       |  |  |                        |  |  |                         |  |

### Fonti primarie
- (LA)  Monumenta Germaniae Historica, Scriptores, tomus IX.
- (LA)  Monumenta Germaniae Historica, Scriptores, tomus XVI.
- (LA)  Monumenta Germaniae Historica, Scriptores, tomus XXIII.
- (LA)  Monumenta Germaniae Historica, Scriptores, tomus XXV.
- (LA)  Chronologia Johannes de Bek.
- (LA)  Oorkondenboek Holland.
- (LA)  Matthæi Parisiensis, monachi Sancti Albani, Chronica majora, vol III.
- (LA)  Florentii Wigorniensis monachi Chronicon, Tomus II.
- (LA)  Chronicles of the reigns of Edward I and Edward II, annales londonienses.
- (LA)  Recueil des historiens des Gaules et de la France. Tome 12.
- (LA)  Annales monastici. Vol. 1.

### Letteratura storiografica
- P.J. Blok, Germania 1272 - 1313, cap. VIII, vol. VI (declino dell'impero e del papato e sviluppo degli stati nazionali) della Storia del Mondo Medievale, 1999, pp. 332–371.